# 巴兹涅
巴兹涅（法語：Bazegney，法語發音：[bazɲɛ] ⓘ）是法国大東部大區孚日省的一个市镇，属于埃皮纳勒区。

## 地理
巴兹涅（48°15'59"N, 6°13'35"E）面积5.81 平方千米，位于法国大東部大區孚日省，该省份为法国东北部内陆省份，北起默兹省和默尔特-摩泽尔省，西接上马恩省，南至上索恩省和贝尔福地区省，东临上莱茵省和下莱茵省。
与巴兹涅接壤的市镇（或旧市镇、城区）包括：拉塞库尔、沃伯克西、阿埃维尔、布兹蒙、代尔巴蒙。

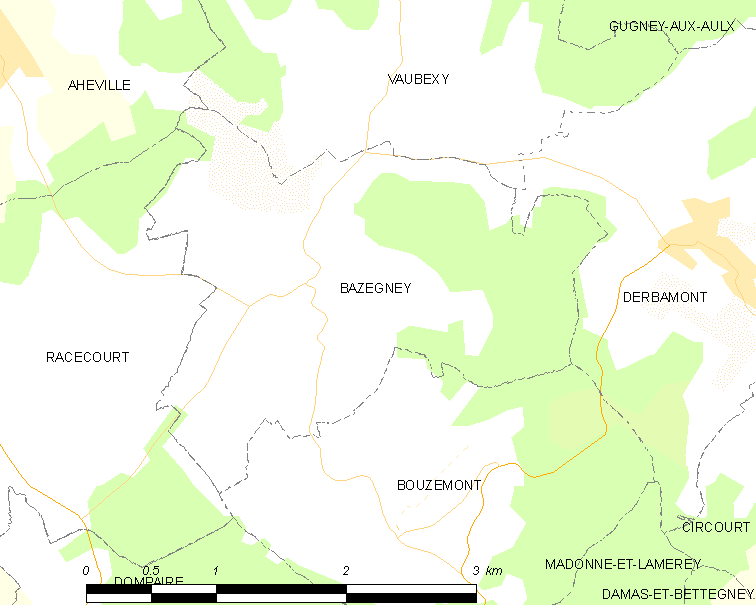
巴兹涅的OSM定位图

巴兹涅的时区为UTC+01:00、UTC+02:00（夏令时）。

## 行政
巴兹涅的邮政编码为88270，INSEE市镇编码为88041。

## 政治
巴兹涅所属的省级选区为达尔内县。

## 人口

1962-2008年间巴兹涅人口变化图示

巴兹涅于2022年1月1日时的人口数量为98人。